# Vougy (Loire)
Vougy é uma comuna francesa na região administrativa de Auvérnia-Ródano-Alpes, no departamento de Loire. Estende-se por uma área de 20,9 km². Em 2010 a comuna tinha 1 540 habitantes (densidade: 73,7 hab./km²).